# Janina Szmuc

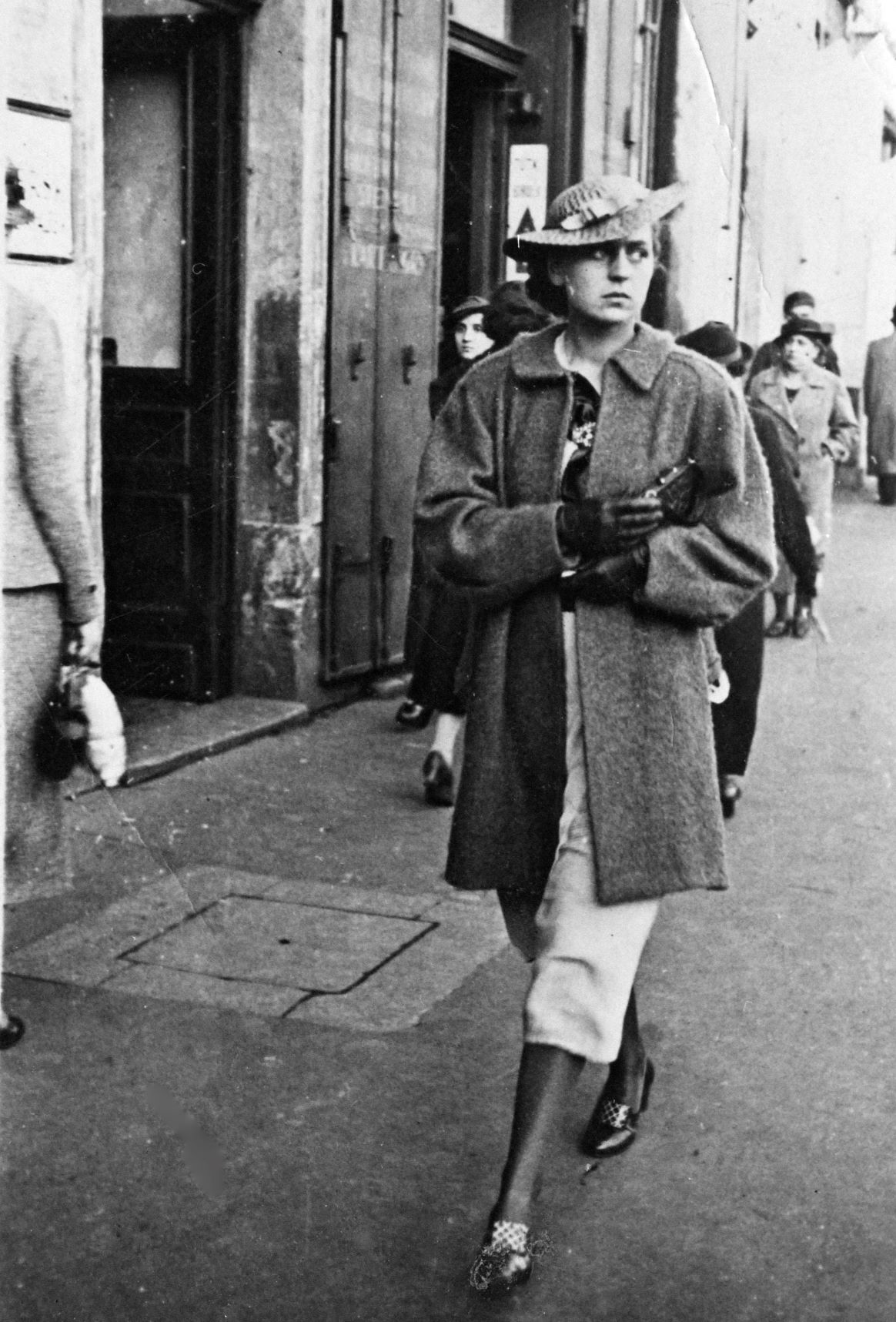
Janina Kokesz, Kraków 1937

Janina Szmuc, do 1943 Janina Kokesz (ur. 15 października 1913 w Jordanowie, zm. 12 stycznia 2006 w Krakowie) – działaczka Polskiego Państwa Podziemnego, łączniczka AK, ps. „Biała”.

## Wykształcenie
Była absolwentką Gimnazjum Żeńskiego im. Bł. Jolanty w Jaśle (matura 1932) i Uniwersytetu Jagiellońskiego (1936). Do 1939 pracowała jako nauczycielka w Liceum Sióstr Boromeuszek w Łańcucie.

## Działalność
Po wybuchu wojny wróciła do Jasła, gdzie wstąpiła do ruchu oporu. Od 15 marca 1940 pracowała w sekcji kuriersko – kwaterunkowej obwodu ZWZ/AK. Została zaprzysiężona przez ppor. Antoniego Zawadzkiego „Teresę” i Kazimierę Nowak „Mirę”. Pracowała m.in. przy kolportażu podziemnego biuletynu i jako łączniczka między Jasłem a Krosnem. Jej bezpośrednim przełożonym był ppor. Zawadzki.
W 1942 zamieszkała w Brzeszczach. Pomagała więźniom obozu koncentracyjnego w Oświęcimiu, w którym od 25 lutego 1941 byli więzieni jej bracia, Tadeusz (student Politechniki Lwowskiej, rozstrzelany przez SS-manów 25 czerwca 1943) i Zbigniew (zamordowany w 1942). Nawiązała współpracę z łączniczką miejscowej organizacji ZWZ/AK Bronisławą Dłuciak ps. „Dzidka”. Za pośrednictwem brata, zatrudnionego w komandzie mierników i wychodzącego do pracy poza teren obozu, przekazywała żywność i lekarstwa dla więźniów, za co została aresztowana i osadzona w obozie. Zwolniona po kilkutygodniowym śledztwie, w którym podała fałszywe nazwisko i nie ujawniła, że ma krewnych w obozie, wróciła do Jasła. Służbę w AK pełniła do końca okupacji.

## Życie prywatne i rodzina
Janina Szmuc była córką Jana i Stefanii Kokesz. W roku 1943, w warunkach okupacyjnych poślubiła Stanisława Szmuca, malarza (1911–1997). Mieli troje dzieci: Jacek (fotografik), Barbara (1949–2005, malarka i projektantka witraży), Anna (realizatorka radiowa w Radio France).